# 대전복수초등학교
대전복수초등학교는 대한민국 대전광역시 서구 복수동에 있는 공립 초등학교이다.

## 학교 연혁
- 1985년 9월 1일 대전도마초등학교 개교(유천에서 분리)
- 2020년 2월 14일 제34회 졸업(117명 졸업 총8,084명)
- 2020년 3월 1일 30학급 편성(특수학급 1학급 포함)
- 2021년 2월 14일 제35회 졸업(111명 졸업 총8,194명)
- 2021년 3월 1일 32학급 편성(특수학급 1학급 포함)

## 참고 자료
- 대전복수초등학교 - 한국교육학술정보원 학교알리미